# Discradisca stella
Discradisca stella är en armfotingsart som först beskrevs av Gould 1862.  Discradisca stella ingår i släktet Discradisca och familjen Discinidae. Inga underarter finns listade i Catalogue of Life.